# Рука на миллион
«Рука на миллион» (англ. Million Dollar Arm) — кинофильм режиссёра Крейга Гиллеспи, вышедший на экраны в 2014 году. Лента основана на истории появления первых индийцев в американском профессиональном бейсболе — Ринку Сингха и Динеша Пателя.

## Сюжет
Джей-Би Бернстайн — владелец спортивного агентства, дела которого идут не слишком успешно. После того, как срывается договор с популярным футболистом, фирма оказывается на грани банкротства. Рынок давно поделен, а свободных звёзд спорта, ищущих агента, на горизонте не видно. Случайно наткнувшись на трансляцию крикетного матча, Джей-Би предлагает новую идею — провести в жанре реалити-шоу отбор потенциальных бейсболистов среди индийской молодёжи. Если дело выгорит, его компания получит доступ к огромному индийскому рынку. Убедив инвестора выделить необходимое финансирование, Джей-Би вместе со скаутом-мизантропом Рэем вылетает в Мумбаи…

## В ролях
- Джон Хэмм — Джей-Би Бернстайн
- Аасиф Мандви — Эш Васудеван, партнёр Джей-Би
- Сурадж Шарма — Ринку Сингх
- Мадхур Миттал — Динеш Патель
- Билл Пэкстон — тренер Том Хауз
- Лейк Белл — Бренда Фенвик
- Алан Аркин — скаут Рэй Пойтевинт
- Питобаш Трипати — Амит Рохан
- Аллин Рейчел — секретарша Тереза
- Даршан Джаривала — Вивек
- Ци Ма — Уилл Чанг
- Рей Мауалуга — Попо Вануату
- Бар Пали — Лизетта

## Саундтрек
Песня «Unborn Children» является ремейком песни «Thirakkadha Kaatu Kull» из тамильского фильма «En Swasa Kaatre». Песня «Nimma Nimma», который был написан для открытия олимпийских игр в Лондоне в фильме был использован с небольшими изменениями.
Вся музыка написана А. Р. Рахман.
| №   | Название               | Исполнители                          | Длительность |
| --- | ---------------------- | ------------------------------------ | ------------ |
| 1.  | «Makhna»               | A. R. Rahman, Sukhwinder Singh       | 3:20         |
| 2.  | «Million Dollar Dream» | A. R. Rahman, Iggy Azalea            | 2:44         |
| 3.  | «Unborn Children»      | A. R. Rahman, Unni Krishnan, Chithra | 4:37         |
| 4.  | «We Could Be Kings»    | KT Tunstall, A. R. Rahman            | 3:08         |
| 5.  | «Taa Taa Tai»          |                                      | 3:25         |
| 6.  | «Keep the Hustle»      | A. R. Rahman, Wale, Raghav           | 3:09         |
| 7.  | «Nimma Nimma»          | A. R. Rahman                         | 2:29         |
| 8.  | «Bobbleheads»          |                                      | 1:59         |
| 9.  | «Never Give Up»        |                                      | 2:21         |
| 10. | «Lucknow»              |                                      | 1:50         |
| 11. | «Farewell»             |                                      | 2:10         |
| 12. | «Desi Thoughts»        |                                      | 2:51         |
| 13. | «First Tryout»         |                                      | 2:30         |
| 14. | «Calling Scouts Again» |                                      | 1:39         |